# Músculo extensor longo do polegar
O músculo extensor longo do polegar é um músculo do antebraço. Após se originar da diáfiase da ulna, abaixo do músculo abdutor longo do polegar e da membrana interóssea adjacente, forma um tendão que percorre um compartimento separado do retináculo dos músculos extensores em um sulco oblíquo no dorso da diáfise distal do rádio.
Suas ações são, além da extensão da falange distal do polegar, extensão da falange proximal e o osso metacarpal, atuando conjuntamente com o músculo extensor curto do polegar e músculo abdutor longo do polegar. Como consequência da obliquidade de seu tendão, o músculo extensor longo do polegar também aduz este dedo e o roda lateralmente.